# 国立ファーム
国立ファームは日本の会社
- 国立ファーム有限会社 - 東京都立川市に本社を置く。
- 農業生産法人 国立ファーム株式会社 - 山形県村山市に本社を置く。1の関連会社。山形ガールズ農場を経営。

本項では前者について詳述する。
国立ファーム有限会社（くにたちファーム）とは、農作物の生産から流通、飲食店などの各種アグリビジネスを展開している企業。創業者である高橋雅也は、異業種であるアダルトビデオ業からの参入者である。
2006年3月に高橋が「農業改革」をスローガンとして高橋がなり本人の個人資産を元手に創業。現在、主に飲食（農家の台所 くにたちファーム）・生産（トロ箱栽培）・販売（青果店）を展開。
2023年に高橋がなりが農家と考えがあわないことを理由に撤退宣言。同年5月に「株式会社立川ファーム」を立ち上げ、経営を継承した。

## 経営方針
スローガンとして掲げている「農業改革」のため、農業に関連する事業を川下（生産）から川上（流通等）まで全ての工程を一貫して企業内で管理。一貫して管理することにより、生産者・流通業者・消費者の利益バランスを調整した上で、双方にとってより良い農業ビジネスを提示するよう努力している。自社生産以外にも全国の契約農家より農作物等を仕入れ、販売も展開。将来的には全国の契約農家を結ぶ流通網を確立させ、新しいビジネスモデルを展開することを目指している。
自社を農家（生産者）と位置付け、生産者が主導の経営が可能である実例を企業として大々的に作ることにより、現在の日本の農業の問題点である「生産者の立場の弱さ」を払拭させ、その上で日本での農作物生産者という職業の位置を向上させる事も目的としている。

## 業務内容

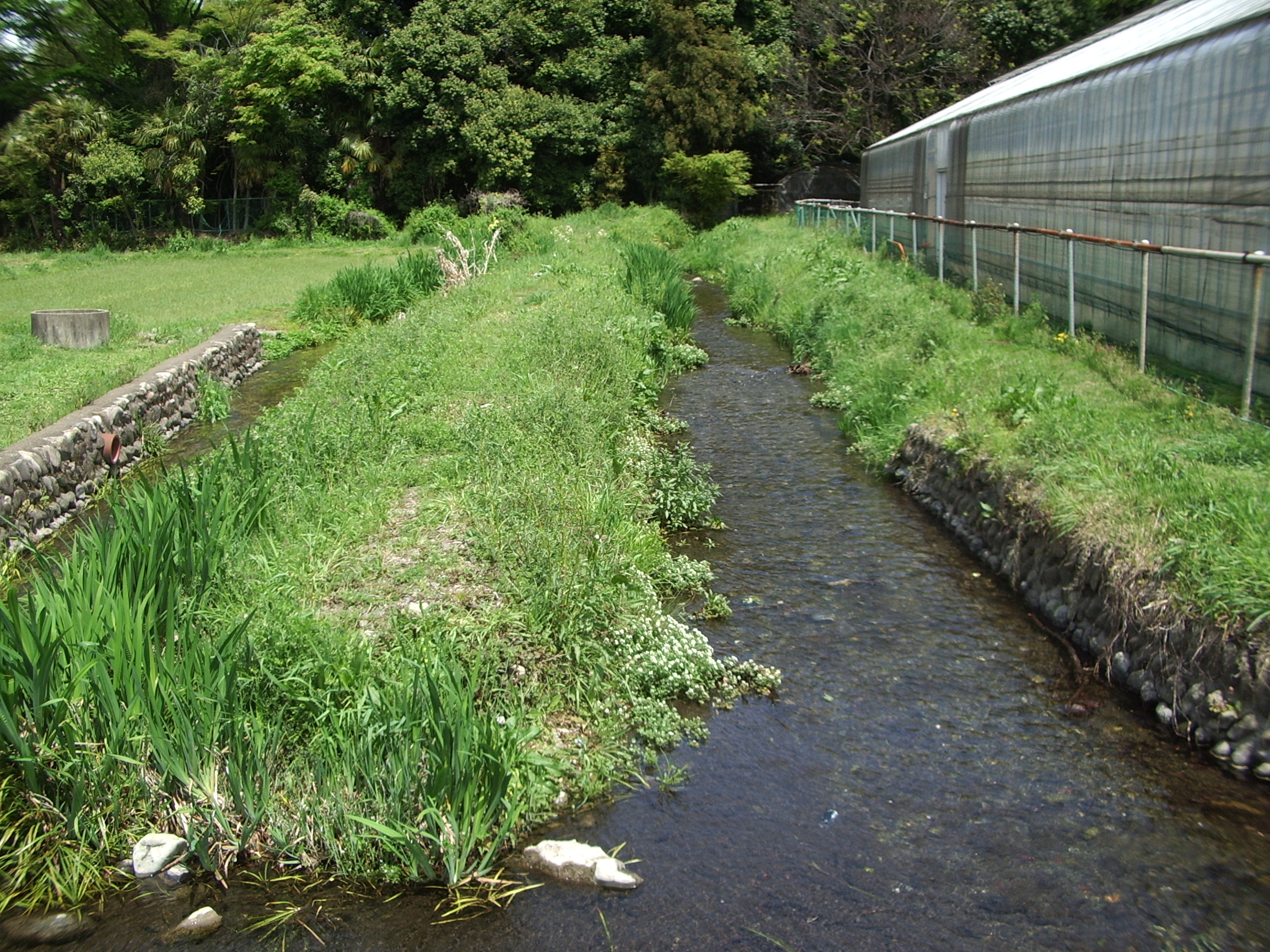
国立市（イメージ）

会社の区分に従うと6事業を展開。武蔵野台地にある多摩地域（国立市・立川市など）を拠点に活動。一部エリア外でも展開。
- 「ものづくり事業」 - 農業生産。東京都国立市と山形県村山市（関連会社）に農地を保有。
- 「仕入れ事業」 - 流通事業。「面白い野菜」の仕入れ、委託栽培、農家研修等。
- 「加工事業」 - 商品開発。「立川市の山本勝三さんのテキトー栽培赤カブの甘酢レモン漬け」など。
- 「外食事業」 - 関連会社を通じてレストラン「農家の台所」を経営。立川市、東京都区部、大阪府大阪市北区、広島県広島市中区で6店舗を展開。
- 「青果販売事業」 - いわゆる八百屋。東京都世田谷区二子玉川で展開。
- 「EC事業」 - 通信販売。

## 沿革
- 2006年3月 - 会社創業。
- 2006年4月 - 青葉株式会社内にて国立ファーム設立準備室を設立。
- 2007年1月 - 子会社 株式会社天麺雅を設立、同企業にてレストラン農家の台所 くにたちファームを開店。
- 2007年4月 - 国立ファーム有限会社を設立。
- 2007年 - AV OPENに参加するために高橋がなりが「国立ファーム」のメーカー名でビデオ作品『絶対にAVには出ません！というグラビアアイドルを「君なら裸にならないAV女優になれる」と口説いてAVに出てもらいました』（h_119open0719）をリリース。
- 2008年2月 - 山形ガールズ農場設立
- 2010年3月‐会員制農園国立BBQファーム設立